# 源兵衛村
源兵衛村（げんべえむら）は、東京府南豊島郡にかつて存在した地名。現在の東京都新宿区の一部にあたる。

## 範囲
現在の東京都新宿区高田馬場2丁目東部･西早稲田3丁目西部･高田馬場1丁目北部の一部･西早稲田2丁目西部･北部の一部。

## 歴史
- 1615年 - 大坂夏の陣後豊臣秀吉の遺臣小泉源兵衛らが江戸に逃れ、当時荒地だった源兵衛村付近を開墾し、源兵衛村を作った。その後、源兵衛は主に火薬の番や鉄砲の弾を作っていた。
- 1726年 - 源兵衛の死後その功績を記念するために地元の有権者が子育地蔵を安置した。この地蔵は今でも存在する。
- 1827年 - 多忙であった信濃国飯田藩主堀大和守は休息をとったほうがいいのではと言われ、庭園を作る事にし、その当時たくさんあった抱屋敷の土地を譲ってもらい、｢楽其楽園｣を作った。この庭園は現在残っていない。

## 所属の変遷
- 武蔵国豊島郷富塚村

1590年までこの源兵衛村の他に諏訪谷村･下戸塚村･(上)戸塚村の4つの村を総称して富塚村といった。
- 1868年12月18日（明治元年11月5日） - 東京府に編入[1]
- 1869年6月27日（明治2年5月8日） - 東京府地方2番組[2]
- 1872年1月8日（明治4年11月28日） - 東京府第3大区7小区[3]
- 1873年3月18日（明治6年2月20日） - 東京府第8大区4小区[4]
- 1878年（明治11年）11月2日 - 東京府南豊島郡
- 1889年（明治22年）5月1日 - 町村制の施行により、東京府南豊島郡戸塚村の大字源兵衛となる

この後は戸塚町を参照

## その他
- 西早稲田3丁目西部の路地裏に昔の墓を祀ったりしている源兵衛共同墓地が現在も残っている。
- 愛知県名古屋市南区に源兵衛町という地名が存在しているが、別人の名によるもので関係はない。